# Liste estnischer Dirigenten

## A
- Juhan Aavik (1884–1982)
- Jüri Alperten (1957–2020)

## E
- Olari Elts (* 1971)

## H
- Otto Hermann (1878–1933)

## I
- Harry Illak (* 1961)

## J
- Kristjan Järvi (* 1972)
- Neeme Järvi (* 1937)
- Paavo Järvi (* 1962)

## K
- Jaan Kääramees (1921–1968)
- Tõnu Kaljuste (* 1953)
- Andrus Kallastu (* 1967)
- Paul Karp (1905–1981)
- Eri Klas (1939–2016)
- Erich Kõlar (1924–2022)
- Mihkel Kütson (* 1971)
- Raimund Kull (1882–1942)

## L
- Tarmo Leinatamm (1957–2014)
- Peeter Lilje (1950–1993)

## M
- Aivar Mäe (* 1960)
- Paul Mägi (* 1953)
- Felix Mandre (1928–2014)
- Roman Matsov (1917–2001)
- Mikk Murdvee (* 1980)

## N
- Verner Nerep (1895–1959)
- Priit Nigula (1899–1962)
- Endel Nõgene (* 1950)

## P
- Vello Pähn (* 1958)
- Erki Pehk (* 1968)
- Kristiina Poska (* 1978)

## R
- Kirill Raudsepp (1915–2006)
- Aleksander Rjabov (1928–2005)
- Kaisa Roose (* 1969)

## S
- Linda Saul (1907–1997)
- Peeter Saul (1932–2014)
- Lauri Sirp (* 1969)

## T
- Voldemar Tago (1887–1960)
- Anu Tali (* 1972)

## V
- Aivo Välja (* 1968)
- Toomas Vavilov (* 1969)
- Hendrik Vestmann (* 1974)
- Arvo Volmer (* 1962)

## W
- Adalbert Wirkhaus (1880–1961)